# Danh sách di sản văn hóa Tây Ban Nha được quan tâm ở hạt Alto Campo (tỉnh Tarragona)
Danh sách di sản văn hóa Tây Ban Nha được quan tâm ở vùng (hạt) Alt Camp (tỉnh Tarragona).

## Di tích theo thành phố

### A

#### Aiguamúrcia(Aiguamúrcia)
| Tên                  | Dạng            | Địa điểm         | Tọa độ                                        | Số hồ sơ tham khảo? | Ngày nhận danh hiệu? | Hình ảnh                                  |
| -------------------- | --------------- | ---------------- | --------------------------------------------- | ------------------- | -------------------- | ----------------------------------------- |
| Lâu đài Albá         | Di tích Lâu đài | Aiguamurcia Albá | 41°20′59″B 1°25′40″Đ / 41,349759°B 1,427688°Đ | RI-51-0006548       | 08-11-1988           | Upload image                              |
| Lâu đài Selma        | Di tích Lâu đài | Aiguamurcia      | 41°22′01″B 1°27′43″Đ / 41,367035°B 1,461822°Đ | RI-51-0006547       | 08-11-1988           | Castillo de Selma · Upload image          |
| Tu viện Santes Creus | Di tích Tu viện | Aiguamurcia      | 41°20′47″B 1°21′51″Đ / 41,346393°B 1,364085°Đ | RI-51-0000196       | 13-07-1921           | Monasterio de Santes Creus · Upload image |
| Tháp Perelló         | Di tích Tháp    | Aiguamurcia Albá |                                               | RI-51-0006669       | 08-11-1988           | Upload image                              |

#### Alcover
| Tên                                       | Dạng                  | Địa điểm                   | Tọa độ                                        | Số hồ sơ tham khảo? | Ngày nhận danh hiệu? | Hình ảnh                                               |
| ----------------------------------------- | --------------------- | -------------------------- | --------------------------------------------- | ------------------- | -------------------- | ------------------------------------------------------ |
| Nhà thờ Sangre (También llamada Mezquita) | Di tích Nhà thờ       | Alcover Pl. Església Vella | 41°15′44″B 1°10′16″Đ / 41,262268°B 1,17113°Đ  | RI-51-0001072       | 03-11-1931           | Iglesia de la Sangre · Upload image                    |
| Muros và Portales Villa Alcover           | Di tích Fortificación | Alcover                    | 41°15′49″B 1°10′18″Đ / 41,263695°B 1,171662°Đ | RI-51-0006557       | 08-11-1988           | Muros y Portales de la Villa de Alcover · Upload image |
| Tháp phòng thủ Mas Monravá                | Di tích Tháp          | Alcover                    | 41°15′56″B 1°07′46″Đ / 41,265473°B 1,129416°Đ | RI-51-0006558       | 08-11-1988           | Upload image                                           |

#### Alió
| Tên                             | Dạng                 | Địa điểm                | Tọa độ                                        | Số hồ sơ tham khảo? | Ngày nhận danh hiệu? | Hình ảnh     |
| ------------------------------- | -------------------- | ----------------------- | --------------------------------------------- | ------------------- | -------------------- | ------------ |
| Tàn tích Tường thành Villa Alió | Di tích Tường thànhs | Alió Ronda de Altafulla | 41°17′38″B 1°18′17″Đ / 41,293912°B 1,304675°Đ | RI-51-0006566       | 08-11-1988           | Upload image |

### B

#### Bràfim(Bràfim)
| Tên         | Dạng         | Địa điểm | Tọa độ                                       | Số hồ sơ tham khảo? | Ngày nhận danh hiệu? | Hình ảnh                       |
| ----------- | ------------ | -------- | -------------------------------------------- | ------------------- | -------------------- | ------------------------------ |
| Tháp Bráfim | Di tích Tháp | Bráfim   | 41°16′40″B 1°21′08″Đ / 41,27778°B 1,352204°Đ | RI-51-0006598       | 08-11-1988           | Torre de Bráfim · Upload image |

### C

#### Cabra del Camp(Cabra del Camp)
| Tên           | Dạng            | Địa điểm        | Tọa độ                                      | Số hồ sơ tham khảo? | Ngày nhận danh hiệu? | Hình ảnh     |
| ------------- | --------------- | --------------- | ------------------------------------------- | ------------------- | -------------------- | ------------ |
| Lâu đài Cabra | Di tích Lâu đài | Cabra del Campo | 41°23′18″B 1°17′59″Đ / 41,38836°B 1,29982°Đ | RI-51-0006600       | 08-11-1988           | Upload image |

### F

#### Figuerola del Camp
| Tên               | Dạng            | Địa điểm           | Tọa độ                                        | Số hồ sơ tham khảo? | Ngày nhận danh hiệu? | Hình ảnh     |
| ----------------- | --------------- | ------------------ | --------------------------------------------- | ------------------- | -------------------- | ------------ |
| Lâu đài Figuerola | Di tích Lâu đài | Figuerola del Camp |                                               | RI-51-0006627       | 08-11-1988           | Upload image |
| Tháp Mixarda      | Di tích Tháp    | Figuerola del Camp | 41°20′28″B 1°15′17″Đ / 41,340976°B 1,254594°Đ | RI-51-0006772       | 08-11-1988           | Upload image |

### G

#### Els Garidells(Els Garidells)
| Tên               | Dạng            | Địa điểm  | Tọa độ                                        | Số hồ sơ tham khảo? | Ngày nhận danh hiệu? | Hình ảnh                             |
| ----------------- | --------------- | --------- | --------------------------------------------- | ------------------- | -------------------- | ------------------------------------ |
| Lâu đài Garidells | Di tích Lâu đài | Garidells | 41°12′29″B 1°14′50″Đ / 41,208104°B 1,247223°Đ | RI-51-0006633       | 08-11-1988           | Castillo de Garidells · Upload image |

### L

#### La Riba
| Tên              | Dạng         | Địa điểm | Tọa độ                                     | Số hồ sơ tham khảo? | Ngày nhận danh hiệu? | Hình ảnh                             |
| ---------------- | ------------ | -------- | ------------------------------------------ | ------------------- | -------------------- | ------------------------------------ |
| Tháp Puig Cabrer | Di tích Tháp | La Riba  | 41°18′54″B 1°11′28″Đ / 41,315°B 1,191111°Đ | RI-51-0006696       | 08-11-1988           | Torre del Puig Cabrer · Upload image |

### M

#### El Milà(El Milà)
| Tên          | Dạng            | Địa điểm | Tọa độ                                        | Số hồ sơ tham khảo? | Ngày nhận danh hiệu? | Hình ảnh                        |
| ------------ | --------------- | -------- | --------------------------------------------- | ------------------- | -------------------- | ------------------------------- |
| Lâu đài Milá | Di tích Lâu đài | Milá     | 41°14′53″B 1°12′25″Đ / 41,248135°B 1,206885°Đ | RI-51-0006641       | 08-11-1988           | Castillo de Milá · Upload image |

#### Montferri
| Tên                                 | Dạng            | Địa điểm  | Tọa độ                                        | Số hồ sơ tham khảo? | Ngày nhận danh hiệu? | Hình ảnh                              |
| ----------------------------------- | --------------- | --------- | --------------------------------------------- | ------------------- | -------------------- | ------------------------------------- |
| Lâu đài Rocamora (Lâu đài Rocamora) | Di tích Lâu đài | Montferri | 41°15′45″B 1°21′59″Đ / 41,262591°B 1,366287°Đ | RI-51-0006646       | 08-11-1988           | Castillo de Puigtinyós · Upload image |
| Tháp Montferri                      | Di tích Tháp    | Montferri | 41°15′05″B 1°22′02″Đ / 41,25139°B 1,36722°Đ   | RI-51-0006647       | 08-11-1988           | Torre de Montferri · Upload image     |

### N

#### Nulles
| Tên                       | Dạng           | Địa điểm | Tọa độ                                        | Số hồ sơ tham khảo? | Ngày nhận danh hiệu? | Hình ảnh                                    |
| ------------------------- | -------------- | -------- | --------------------------------------------- | ------------------- | -------------------- | ------------------------------------------- |
| Bodega Cooperativa Nulles | Di tích Bodega | Nulles   | 41°15′03″B 1°17′51″Đ / 41,250805°B 1,297512°Đ | RI-51-0010775       | 30-07-2002           | Bodega Cooperativa de Nulles · Upload image |

### P

#### El Pla de Santa Maria(El Pla de Santa Maria)
| Tên                                 | Dạng                | Địa điểm           | Tọa độ                                        | Số hồ sơ tham khảo? | Ngày nhận danh hiệu? | Hình ảnh                                                |
| ----------------------------------- | ------------------- | ------------------ | --------------------------------------------- | ------------------- | -------------------- | ------------------------------------------------------- |
| Nhà thờ San Ramón (Pla Santa María) | Di tích Nhà thờ     | Pla de Santa María | 41°22′04″B 1°17′17″Đ / 41,367729°B 1,288023°Đ | RI-51-0001233       | 13-04-1951           | Iglesia de San Ramón · Upload image                     |
| Recinto amurallado Pla Santa María  | Di tích Tường thành | Pla de Santa María | 41°21′47″B 1°17′25″Đ / 41,362924°B 1,290152°Đ | RI-51-0006678       | 08-11-1988           | Recinto amurallado de Pla de Santa María · Upload image |

#### El Pont d'Armentera(El Pont d'Armentera)
| Tên              | Dạng            | Địa điểm            | Tọa độ                                        | Số hồ sơ tham khảo? | Ngày nhận danh hiệu? | Hình ảnh                            |
| ---------------- | --------------- | ------------------- | --------------------------------------------- | ------------------- | -------------------- | ----------------------------------- |
| Lâu đài Salmella | Di tích Lâu đài | Puente de Armentera | 41°25′16″B 1°20′16″Đ / 41,421024°B 1,337742°Đ | RI-51-0006682       | 08-11-1988           | Castillo de Salmella · Upload image |

### Q

#### Querol
| Tên               | Dạng            | Địa điểm | Tọa độ                                        | Số hồ sơ tham khảo? | Ngày nhận danh hiệu? | Hình ảnh                             |
| ----------------- | --------------- | -------- | --------------------------------------------- | ------------------- | -------------------- | ------------------------------------ |
| Lâu đài Montagut  | Di tích Lâu đài | Querol   | 41°24′24″B 1°25′20″Đ / 41,406667°B 1,422222°Đ | RI-51-0006691       | 08-11-1988           | Upload image                         |
| Lâu đài Pinyana   | Di tích Lâu đài | Querol   | 41°24′31″B 1°23′12″Đ / 41,408696°B 1,386797°Đ | RI-51-0006690       | 08-11-1988           | Castillo de Pinyana · Upload image   |
| Lâu đài Querol    | Di tích Lâu đài | Querol   | 41°25′24″B 1°23′52″Đ / 41,423412°B 1,397888°Đ | RI-51-0006689       | 08-11-1988           | Castillo de Querol · Upload image    |
| Lâu đài Ramonet   | Di tích Lâu đài | Querol   | 41°23′57″B 1°24′43″Đ / 41,399062°B 1,411847°Đ | RI-51-0006693       | 08-11-1988           | Upload image                         |
| Lâu đài Saborella | Di tích Lâu đài | Querol   | 41°25′29″B 1°21′47″Đ / 41,424635°B 1,363124°Đ | RI-51-0006692       | 08-11-1988           | Castillo de Saborella · Upload image |

### R

#### Rodonyà(Rodonyà)
| Tên            | Dạng            | Địa điểm | Tọa độ                                       | Số hồ sơ tham khảo? | Ngày nhận danh hiệu? | Hình ảnh                          |
| -------------- | --------------- | -------- | -------------------------------------------- | ------------------- | -------------------- | --------------------------------- |
| Lâu đài Rodoñá | Di tích Lâu đài | Rodoñá   | 41°16′47″B 1°23′56″Đ / 41,279707°B 1,39887°Đ | RI-51-0006706       | 08-11-1988           | Castillo de Rodoñá · Upload image |

#### El Rourell(El Rourell)
| Tên                                           | Dạng            | Địa điểm | Tọa độ                                       | Số hồ sơ tham khảo? | Ngày nhận danh hiệu? | Hình ảnh                           |
| --------------------------------------------- | --------------- | -------- | -------------------------------------------- | ------------------- | -------------------- | ---------------------------------- |
| Lâu đài Rourell (Casal Marqueses Vallgornera) | Di tích Lâu đài | Rourell  | 41°13′24″B 1°13′08″Đ / 41,22341°B 1,218817°Đ | RI-51-0006709       | 08-11-1988           | Castillo de Rourell · Upload image |

### V

#### Vallmoll
| Tên              | Dạng            | Địa điểm | Tọa độ                                        | Số hồ sơ tham khảo? | Ngày nhận danh hiệu? | Hình ảnh                            |
| ---------------- | --------------- | -------- | --------------------------------------------- | ------------------- | -------------------- | ----------------------------------- |
| Lâu đài Vallmoll | Di tích Lâu đài | Vallmoll | 41°14′37″B 1°14′53″Đ / 41,243742°B 1,248048°Đ | RI-51-0006770       | 08-11-1988           | Castillo de Vallmoll · Upload image |

#### Valls
| Tên                                         | Dạng            | Địa điểm | Tọa độ                                        | Số hồ sơ tham khảo? | Ngày nhận danh hiệu? | Hình ảnh                              |
| ------------------------------------------- | --------------- | -------- | --------------------------------------------- | ------------------- | -------------------- | ------------------------------------- |
| Capilla Rosario                             | Di tích Nhà thờ | Valls    | 41°17′05″B 1°14′57″Đ / 41,284603°B 1,249183°Đ | RI-51-0003887       | 01-09-1972           | Capilla del Rosario · Upload image    |
| Lâu đài Arzobispo                           | Di tích Lâu đài | Valls    | 41°17′09″B 1°15′02″Đ / 41,28572°B 1,25042°Đ   | RI-51-0006771       | 08-11-1988           | Castillo del Arzobispo · Upload image |
| Granja Doldellops (Edificación fortificada) | Di tích Lâu đài | Valls    | 41°17′09″B 1°13′15″Đ / 41,285948°B 1,220721°Đ | RI-51-0006773       | 08-11-1988           | Upload image                          |

#### Vilabella
| Tên                        | Dạng            | Địa điểm  | Tọa độ                                        | Số hồ sơ tham khảo? | Ngày nhận danh hiệu? | Hình ảnh     |
| -------------------------- | --------------- | --------- | --------------------------------------------- | ------------------- | -------------------- | ------------ |
| Casal Castellví (Castillo) | Di tích Lâu đài | Vilabella | 41°14′51″B 1°19′50″Đ / 41,247415°B 1,330474°Đ | RI-51-0006784       | 08-11-1988           | Upload image |

#### Vila-rodona(Vila-rodona)
| Tên                 | Dạng            | Địa điểm    | Tọa độ                                        | Số hồ sơ tham khảo? | Ngày nhận danh hiệu? | Hình ảnh                               |
| ------------------- | --------------- | ----------- | --------------------------------------------- | ------------------- | -------------------- | -------------------------------------- |
| Lâu đài Vilarrodona | Di tích Lâu đài | Vilarrodona | 41°18′42″B 1°21′38″Đ / 41,311583°B 1,360445°Đ | RI-51-0006786       | 08-11-1988           | Castillo de Vilarrodona · Upload image |
| Tháp Vilardida      | Di tích Tháp    | Vilarrodona | 41°17′10″B 1°21′48″Đ / 41,286033°B 1,363207°Đ | RI-51-0006787       | 08-11-1988           | Torre de Vilardida · Upload image      |